# Kavs
Kavs je priimek v Sloveniji, ki ga je po podatkih Statističnega urada Republike Slovenije na dan 1. januarja 2010 uporabljalo 119 oseb.

## Znani nosilci priimka
- Franc Kavs (1913—1970), narodni delavec in časnikar
- Ludvik Oskar Kavs (1916—2004), kemik